# Montchaibeux
Il Montchaibeux è un rilievo del Massiccio del Giura che raggiunge un'altitudine di 627 metri, amministrativamente appartiene al comune svizzero di Courrendlin, si trova nel Canton Giura.